# 英蘇邊界

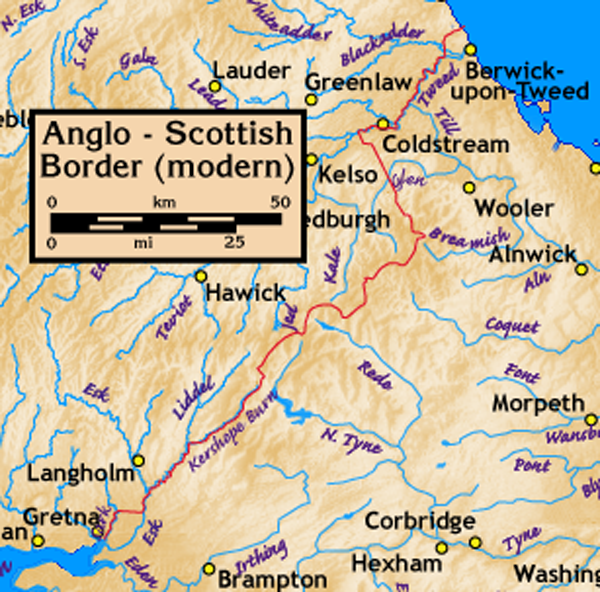
現代邊界地圖。蘇格蘭位於圖的左上方，英格蘭位於右下方。

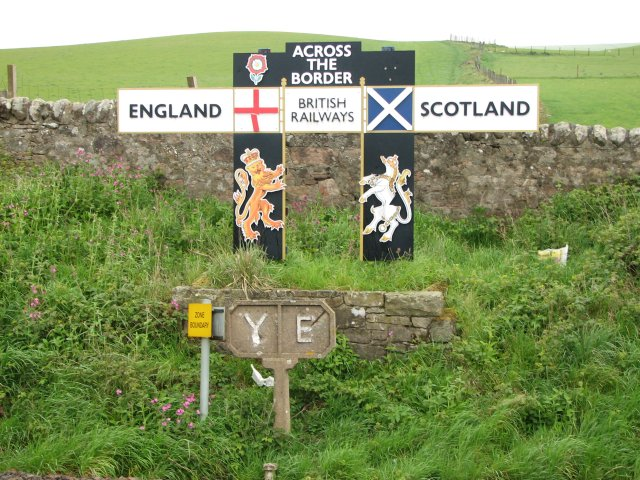
東海岸主線鐵路上的邊界標誌

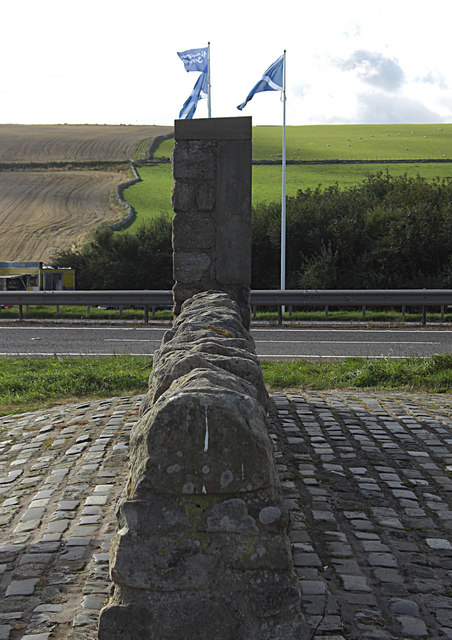
A1公路上的邊界牆

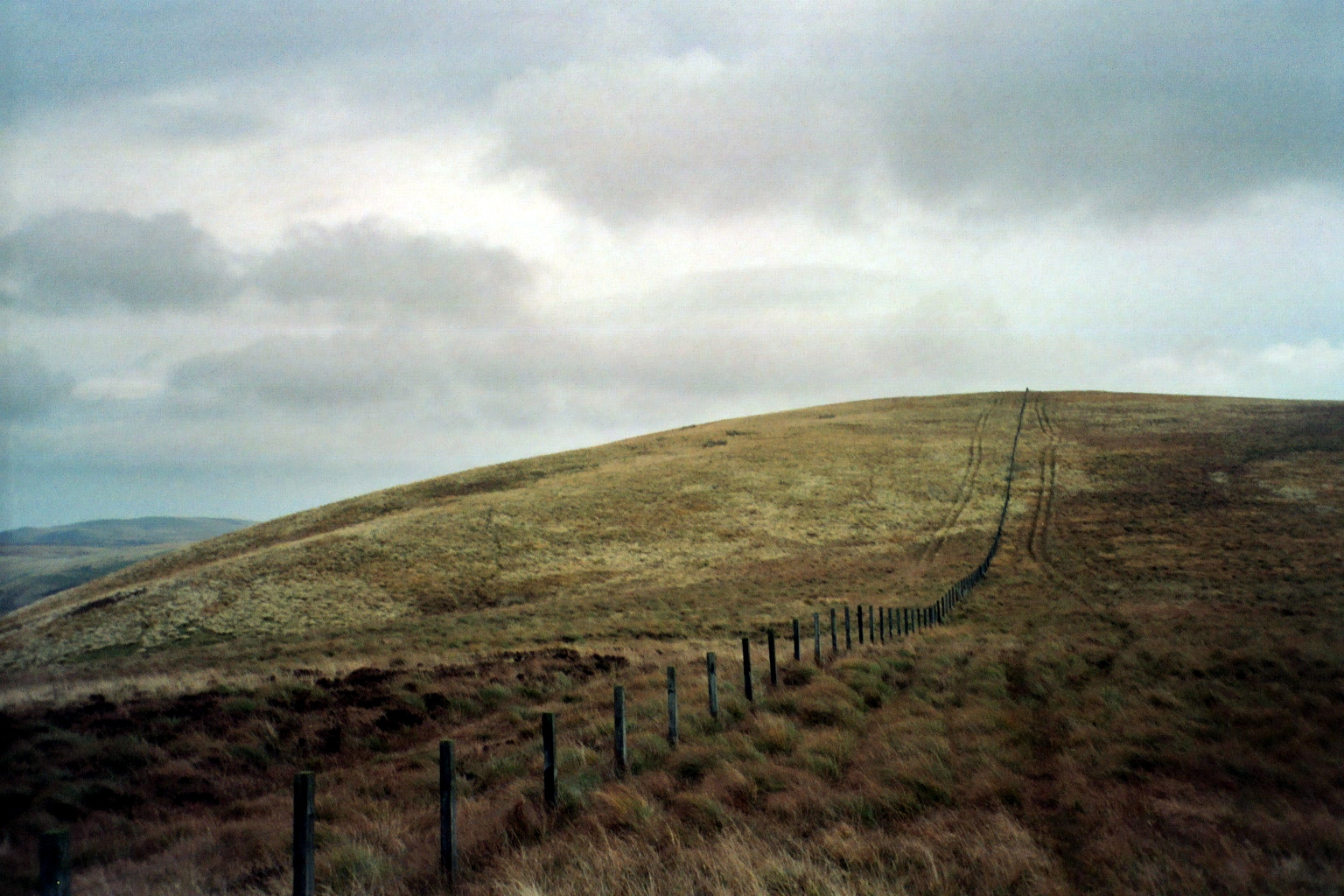
標示邊界的圍攔

英蘇邊界是英格蘭和蘇格蘭之間的正式邊界和入境標示，全長154公里，從東岸的特威德河延伸至西岸的索爾威灣。這邊界是蘇格蘭唯一一條陸地邊界，而英格蘭則接鄰威爾斯有更長的邊界。
雖然英格蘭和蘇格蘭在很久以前已經有事實上的邊界，但兩國於1237年才簽訂《約克條約》確立；英格蘭於1482年從蘇格蘭奪取卡萊爾以北和巴域的小部分地方，稱為「爭議之地」。這是世界上現存古老邊界之一，縱然巴域起初仍未被英格蘭吞併──該地於1885年才因議會緣故而歸屬諾森伯倫。
在王冠聯合前幾個世紀，邊界的兩側都受「邊界流寇」肆虐，而成為不受法律管束之地。
《聯合條約》生效後，英格蘭和蘇格蘭組成大不列顛王國，但英格蘭法律和蘇格蘭法律仍然各自有效，因此這邊界分別出兩個不同司法管轄區。例如，蘇格蘭法律規定的成年年齡是16歲，而英格蘭法律是18歲，所以邊界附近的英格蘭人可以私奔到蘇格蘭，以蘇格蘭法律私底下結婚。
英蘇的海上邊界經《1999年蘇格蘭水域法令》修改，其領海範圍是《1987年民事司法管轄權（離岸活動）法令》設立的北海油田範圍以北0.09公里。
邊界兩側各有歡迎遊客進入英格蘭和蘇格蘭的告示牌。

## 歷史

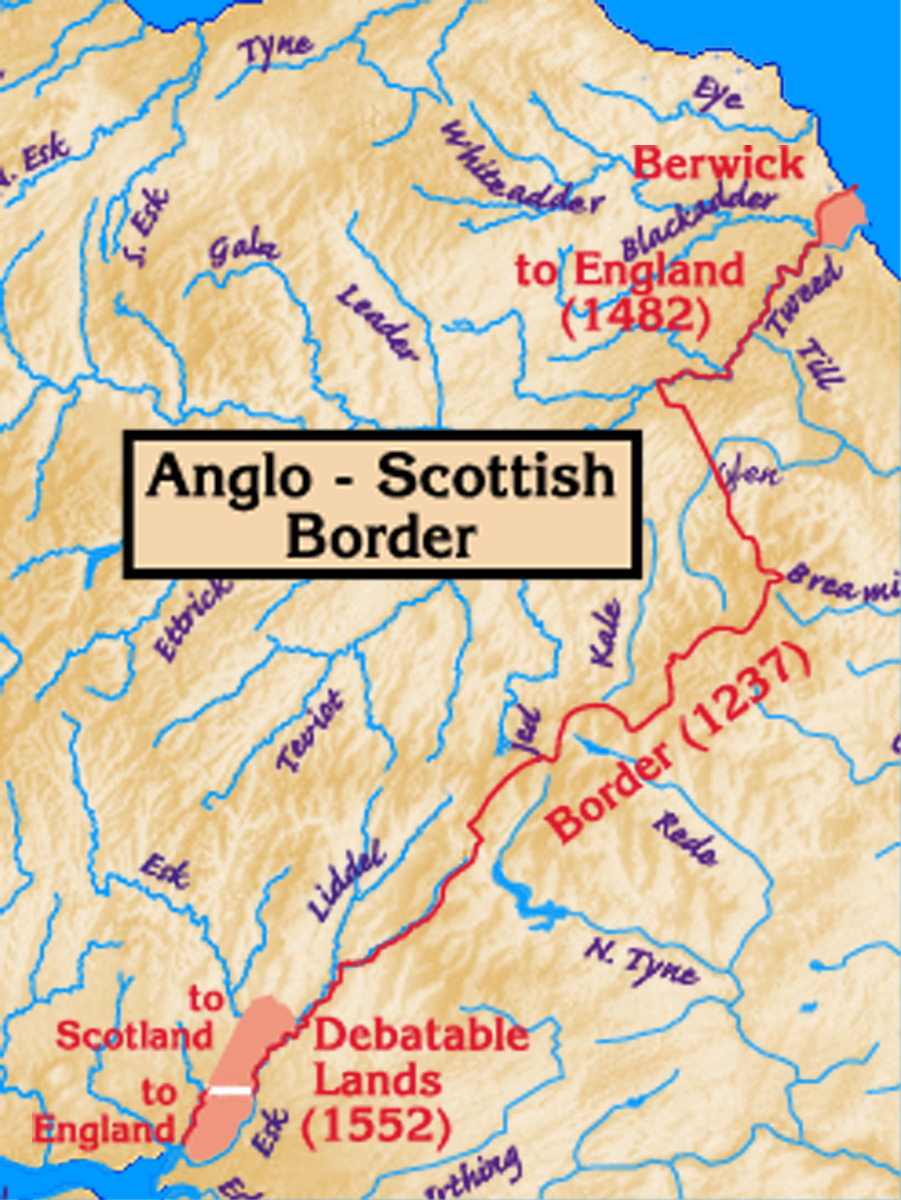
英蘇邊界的歷史

邊界原野（border country），歷史上稱為蘇格蘭邊（Scottish Marches）是英蘇邊界的兩側，按現代劃分，包括英格蘭的坎布里亞、對衡、諾森伯倫三郡，和蘇格蘭的鄧弗里斯-加洛韋和蘇格蘭邊疆兩議會區。邊界原野是山地，北鄰蘇格蘭的南方高地，南接車韋特山。從諾曼征服英格蘭起，直至蘇格蘭的詹姆士六世統治止，兩國在邊界時常衝突，因此兩國君主各自委任邊疆伯爵和戍邊大臣守衛國土。

### 氏族
16世紀的一道蘇格蘭議會法案談及邊界上的部落頭目，17世紀末的檢察大臣將「家族」（families）和「氏族」（clans）混合使用。雖然蘇格蘭低地的學者認為「氏族」只適用於高地人，而他們自稱為「家族」，但這個分類於19世紀才出現。
歷史上的邊界氏族包括：Armstrong、Beattie、Bannatyne、Bell、Briar、Douglas、Elliot、Graham、Hedley of Redesdale、Henderson、Home或Hume、Irvine、Jardine、Johnstone、Kerr、Little、Moffat、Nesbitt、Ogilvy、Porteous、Scott、Tweedie。

### 蘇格蘭邊
自13世紀，英格蘭愛德華一世冊封首名戍邊大臣起，至17世紀初蘇格蘭的詹姆士六世（即英格蘭的詹姆士一世）設立中土諸郡（Middle Shires）止，英格蘭和蘇格蘭邊界附近的土地稱為「蘇格蘭邊」。
詹姆士成為英蘇兩國共同國王之前，蘇格蘭邊的家族或氏族不時按照自己的利益，而向不同的國家效忠，因此當地形成無法律狀態。一個當地氏族曾盛極一時，雄據英蘇之間的邊界，無視英蘇國家的旨令，稱為「爭議之地」（Debatable Lands）。

### 中土諸郡
英格蘭國王及蘇格蘭國王詹姆士頒令，將邊界易名為「中土諸郡」。1605年，詹姆士成立一個委員會，由英格蘭和蘇格蘭的十人平等組成，以便在當地建立秩序。邊界流寇再無法靠越過邊界來逃避法律責任。簡陋的邊界法律廢除，中土諸郡的居民明白他們需要向其他人一樣遵守法律。
1603年，詹姆士國王任命第一代丹巴爾伯爵佐治·休姆負責在邊界恢復秩序。中土諸郡的城鎮設立法庭，惡名昭著的流寇被補。較棘手和低下階層未經審訊而被處決，稱為「積德堡司法」。大規則問吊屢見不鮮。
1607年，詹姆士自評中土諸郡「已成為兩王國的臍地，滿是文明富裕之人」。他即位十年後，中土諸郡已經受到中央的法律管轄。
1620年初期，邊界地帶一片和平，國王得以減少行動。
然而，聯合委員會仍然運作。直至理查二世治下的1641年時，當地士紳理察·嘉咸爵士向蘇格蘭議會請願，要求「平定邊界的混亂局面」。

## 流行文化

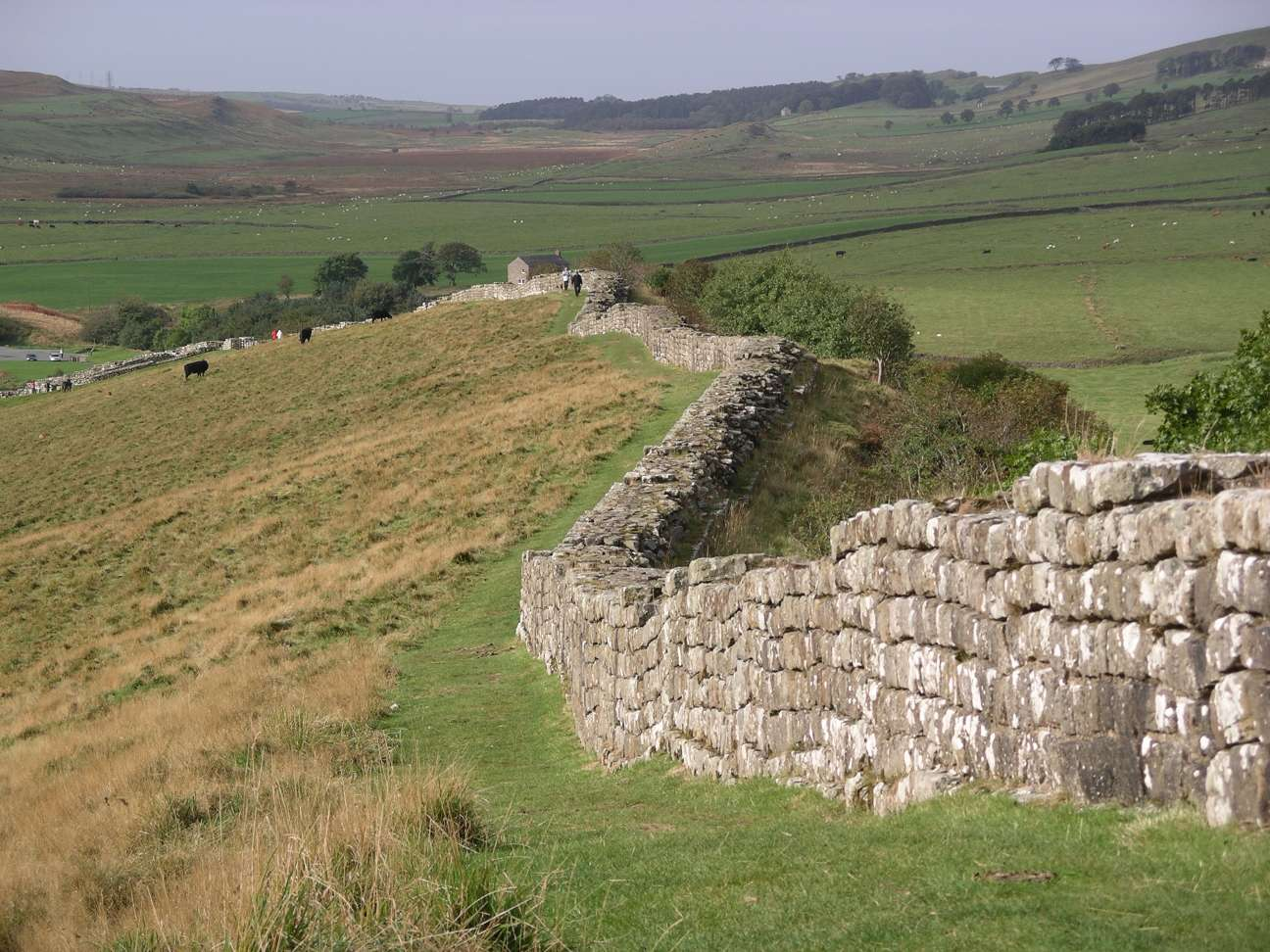
哈德良長城格林赫德段，於維多利亞時期重建。其餘的大段已經拆毀，將石頭用作工事。

哈德良長城是幾個世紀以來，不列顛尼亞（大概包含近代的英格蘭及威爾斯）與喀里多尼亞（近代的蘇格蘭）之間的邊界。雖然不列顛尼亞的領土偶爾往北伸延至安東尼長城，但哈德良長城也常用作英蘇邊界的代稱。哈德良長城全部位於英格蘭境內，即近代邊界以南。

## 爭議領土
縱使英蘇邊界於歷史稱得上是穩定，但也有爭議，特別是爭議之地和特韋德河畔巴域。伯立克郡屬於蘇格蘭，巴域卻屬於英格蘭，而巴域至19世紀才併入英格蘭的諾森伯倫。支持蘇格蘭獨立的溫蒂·活迪將邊界標誌移到特威德河中間以示抗議。

## 人口遷移
坎布里亞和諾森伯倫是蘇格蘭境外最大的蘇格蘭人社群。根據2001年人口普查，坎布里亞的3.41%居民（16628人）於蘇格蘭出生，而諾森伯倫的3.72%居民（11435人）於蘇格蘭出生。英格蘭全國人口的1.62%於蘇格蘭出生。

## 延伸閱讀
- Aird, W.M. (1997) "Northern England or southern Scotland? The Anglo-Scottish border in the eleventh and twelfth centuries and the problem of perspective" In: Appleby, J.C. and Dalton, P. (Eds) Government, religion and society in Northern England 1000-1700, Stroud: Sutton, ISBN 0-7509-1057-7, p. 27–39